# Joya de Cerén
Joya de Cerén (šp. za „Dragulj Ceréna”) je pretkolumbovski arheološki lokalitet u Salvadoru, departman La Libertad. On predstavlja selo Maya koje je izvanredno sačuvano zatrpano pepelom, vjerojatno erupcijom obližnjeg vulkana Loma Caldera oko 590. godine. Zbog toga je dobilo nadimak „Američki Pompeji”, po slavnim starorimskim ruševinama, i upisano je na UNESCO-ov popis mjesta svjetske baštine u Sjevernoj Americi 1993. godine jer su "
Naselje je nastanjeno oko 900. pr. Kr. i napušteno oko 250. god. zbog erupcije vulkana Ilopango. Naselje je ponovno naseljeno poslije 400. godine, i koncem 6. stoljeća se spominje kao jedan od vazala obližnjeg mayanskog grada San Andrés. Oko 590. godine vulkan Loma Caldera je zatrpao selo Joya de Cerén pod 14 slojeva pepela debelih 5-7 m. Pretpostavlja se da su domaćini (njih oko 200) uspjeli napustiti selo na vrijeme jer nisu pronađena nikakva tijela
Od 1976. godine, kada ga je otkrio Payson Sheets, profesor antropologije na Sveučilištu Colorado-Boulder, iz nekoliko metara debelog sloja pepela iskopan je velik dio sela. Od 70 građevina koje su do sada iskopane, utvrđeno je kako su većinom stambene kuće poljoprivrednika, te skladišta, radionice, kuhinje, a specijalizirane javne zgrade su bile: parna kupelj, velika društvena zgrada, te dvije koji bi mogle biti kuće šamana ili iscjelitelja. Temelji kuća bili su napravljeni od zemlje i ilovače, dok dobro sačuvan alat i predmeti korišteni u domaćinstvima pružaju rijetku mogućnost pogleda u svakodnevni život domaćeg stanovništva Srednje Amerike u doba Maya. 
Možda su još važniji arheobotanički nalazi najstarijih nasada manioke na svijetu. Naime, iako su se listovi manioke odavno raspali u otvrdnutom pepelu, arheolozi su uspjeli ispuniti gipsom mjesta koja su nekad zauzimali. Prema tim odljevima došlo se do zaključka kako su seljani posadili manioku tek nekoliko sati prije erupcije vulkana i evakuacije sela.
- Građevine 11., 6. i 1. u području 1.
- Građevina 1. u području 1., rekonstrukcija i današnje stanje
- Građevina 12. u području 1., rekonstrukcija i današnje stanje
- Građevina 3. u području 3., rekonstrukcija i današnje stanje
- Građevina 9. (oltar) u području 2., rekonstrukcija i današnje stanje